# 三美神 (ルーベンス、ウィーン美術アカデミー)

ルーベンスの工房作。スウェーデン国立美術館所蔵。

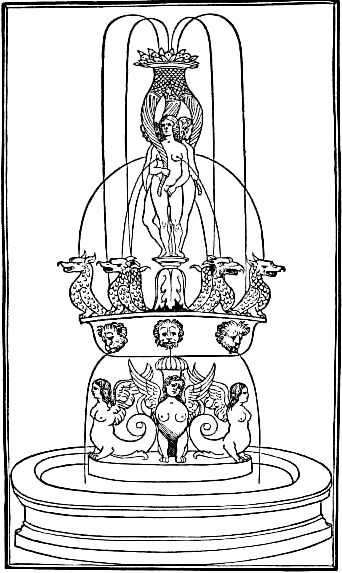
『ポリフィロの愛の戦いの夢』の挿絵。

『三美神』（独: Die drei Grazien, 英: The Three Graces）は、バロック期のフランドルの巨匠ピーテル・パウル・ルーベンスが1620年から1624年頃に制作した絵画である。油彩。主題はギリシア神話の三美神（ゼウスとエウリュノメの3人の娘カリス）である。ルーベンスはこの作品をヤン・ブリューゲル2世と分業して制作している。
現在はウィーン美術アカデミーのコレクションを展示する美術アカデミー絵画館に所蔵されている。また本作品と関係があるとされる素描がロンドンのコートールド美術館に、工房作のヴァリアントがストックホルムのスウェーデン国立美術館に所蔵されている。

## 作品
三美神は森の中で横一列に並んで立ち、バラで満たされた籠を両手で高々と掲げている。彼女たちの肌は輝くようにつややかであり、バラの籠を掲げる姿はむしろ季節の三女神ホーラーのようでもある。三美神は芸術家たちに人気のあった主題であり、ルーベンスもまた三美神を繰り返し取り上げている。ルーベンスは三女神をシエナ大聖堂に所蔵されている古代の彫刻作品に代表される向き合って輪になったポーズではなく、女神の姿をした支柱カリアティードとして描いている。この発想はすでにフランチェスコ・コロンナの『ポリフィロの愛の戦いの夢』の挿絵の木版画で表現されている。そこでは三女神は噴水の彫刻として背中合わせに立ち、頭上に容器を支えている。ルーベンスは画面右の女神のポーズをねじり、鑑賞者に対して背中を向けさせることで、女神たちが画面左から絵画の空間に現れたように見せている。さらに枝と枝の間にカーテンを掛けることでバラの花が咲いている空間を強調している。
ルーベンスは本作品を工房で分業して制作している。ルーベンスは女神の裸体を描き、左の幹および木の枝に掛けられた布のカーテンを描いている。対してバラの花、花かご、木々の枝葉、背景を描いたのはピーテル・ブリューゲルの孫にあたるヤン・ブリューゲル2世と推測されている。こうした分業はアントウェルペンでは珍しいことではなく、ルーベンスは他の分野の優れた画家と共作をすることで作品に付加価値を与える反面、自身が単独で制作した作品の価値をより高め、貴重なものとしていた。
制作経緯は不明だが、おそらく彫刻作品のデザインと関係がある。1624年に友人の彫刻家ゲオルク・ペテルがルーベンス家に滞在したとき、ゲオルクは画家のデザインに基づいて3点の小彫刻を制作した。そのうちの1点が『三美神』であり、女神たちのポーズは本作品を忠実に立体化したものであった。この点から本作品はルーベンスがゲオルクの彫刻のデザインに関わっていた時期に構想され、制作されたと推測されている。ゲオルクの彫刻は1626年にバッキンガム公のコレクションに加わった後に失われたが、ブロンズの複製が現存しており、ボストン美術館に所蔵されている。
またルーベンスは全ての作品を注文によって制作したわけではなく、あらかじめ聖書画や神話画を制作して在庫として抱えておき、コレクターに複数の作品をまとめて売り込むこともしたようである。本作品もそうした経緯で制作されたのではないかと推測されている。

## 来歴
1822年までオーストリアの外交官であり美術コレクターであったアントン・フランツ・デ・パウラ・ランベルク＝シュプリンツェンシュタイン伯爵の膨大なコレクションに所属していたが、同年に伯爵が死去すると他のコレクションとともにウィーン美術アカデミーに遺贈された。

## ヴァリアント
スウェーデン国立美術館所蔵の工房のヴァリアントに関する記録は18世紀まで遡ることができる。1768年に宰相マグヌス・デ・ラ・ガーディエ（1622年-1686年）のコレクションとしてストックホルム近郊のシグトゥーナのベンガルン城に記録されている。その後スウェーデンの王室コレクションに加わり、グスタフ3世死後のインベントリに記載されている。さらに3年後の1795年、絵画はストックホルムの王立美術館に移され、1866年にスウェーデン国立美術館に収蔵されている。

## ギャラリー
ルーベンスは他にも以下のような『三美神』を描いている。

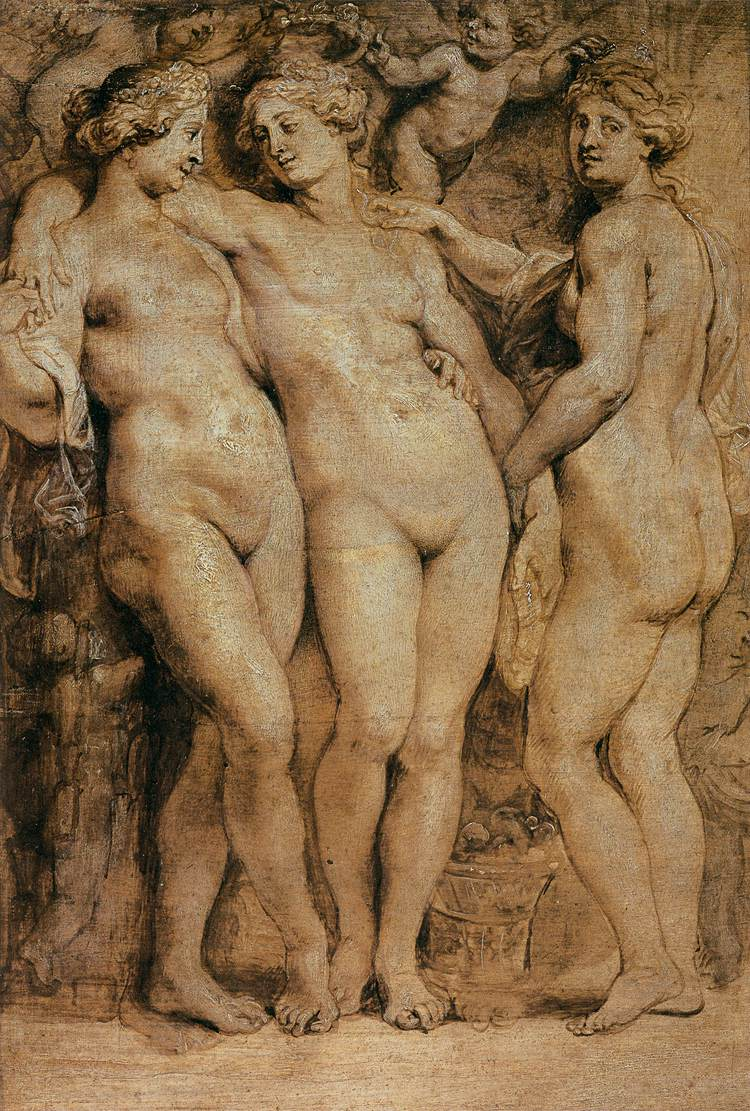
1620年-1623年の間 パラティーナ美術館所蔵
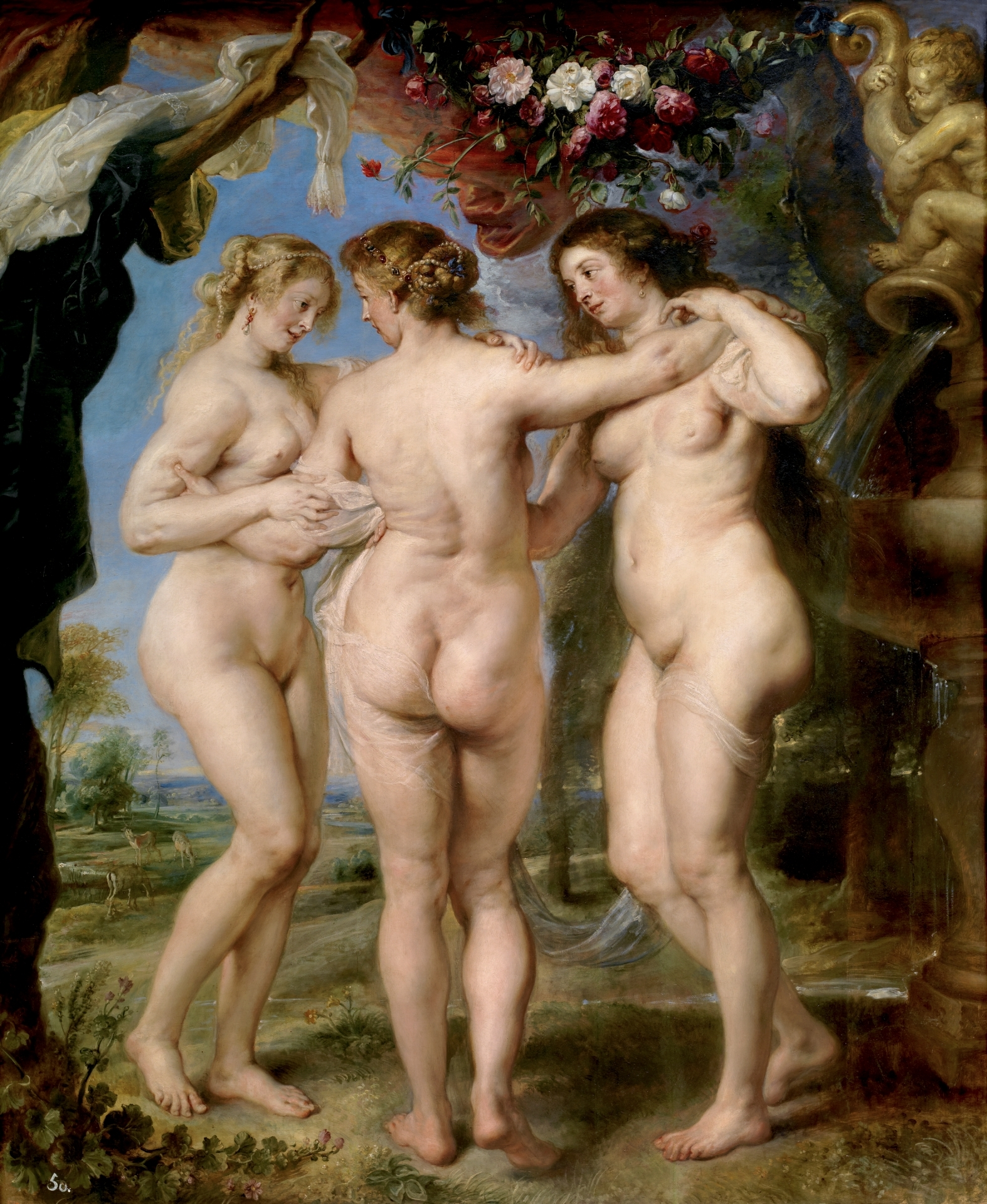
1630年-1635年 プラド美術館所蔵
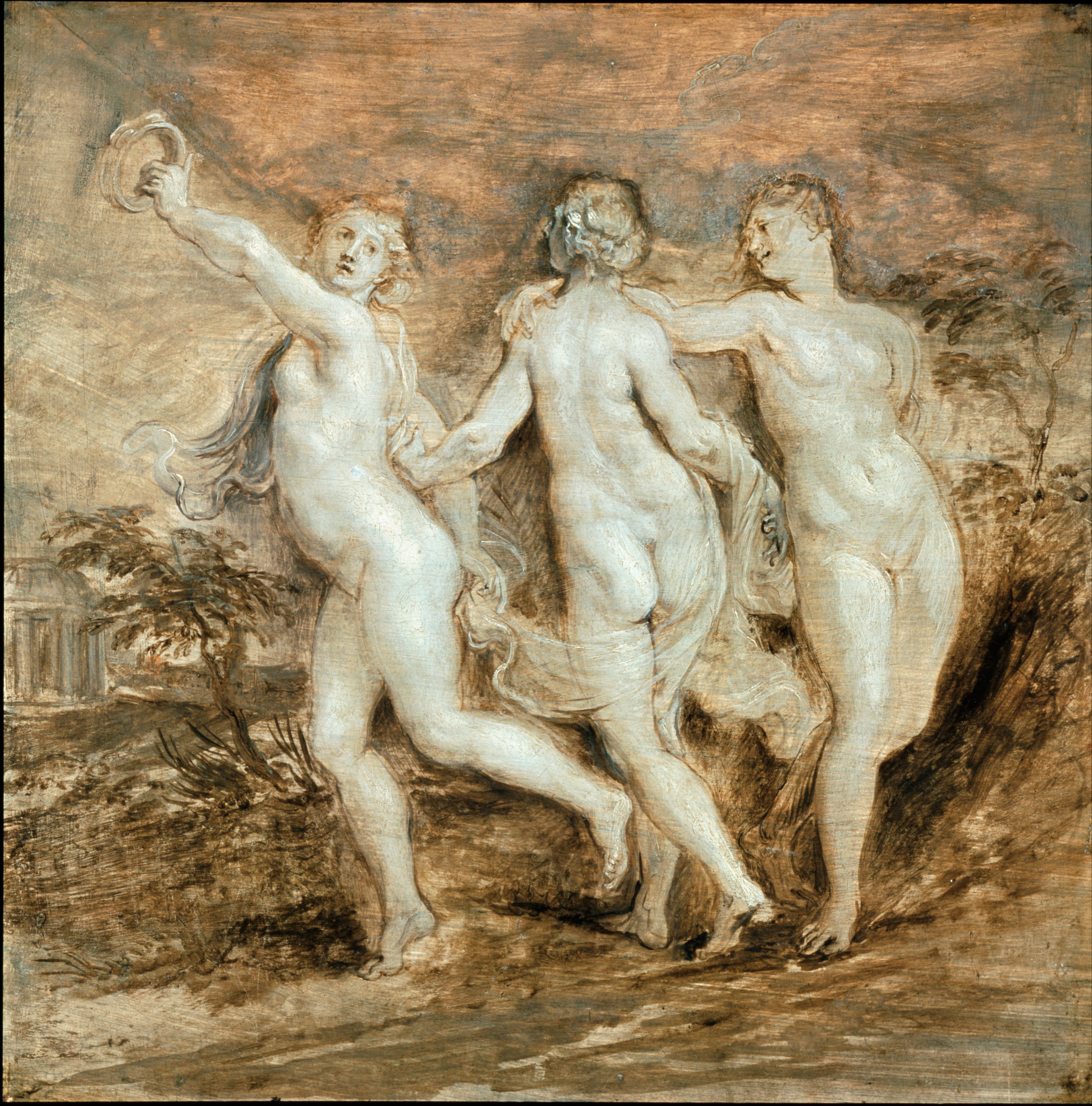
1636年 ダリッジ・ピクチャー・ギャラリー所蔵